# Konzilsnation
Konzilsnationen waren eine neue Organisationsform innerhalb der Konzilien, die sich im ausgehenden Mittelalter herausbildete. Auf dem Konzil von Konstanz (1414–1418) war die geografische Aufteilung dieser Nationes wesentlicher Bestandteil von Kontroversen.
Die Konzilsnationen wurden in zwei Arten geteilt: Auf der einen Seite die nationes principales, die innerhalb der Konzilien entscheidungsbefugt und abstimmungsrelevant waren, jedoch außerhalb der Konzilien keine weltliche Existenz hatten; auf der anderen Seite die nationes particulares, die für weltliche Herrschaftsgebiete, Sprach- oder Abstammungsgemeinschaften standen.
Beim Konzil von Konstanz existierten die nationes Italica, Gallicana, Germanica (mit Skandinavien, Polen, Litauen, Kroatien, Ungarn, Böhmen) und Anglica. Später wurden diese ergänzt um die Hispanica.